# في. إس. بريتشيت
في. إس. بريتشيت (بالإنجليزية: V. S. Pritchett)‏ (16 ديسمبر 1900، إبسوتش في المملكة المتحدة - 20 مارس 1997، لندن في المملكة المتحدة)؛ كاتب وروائي بريطاني.

## روابط خارجية
- في. إس. بريتشيت على موقع الموسوعة البريطانية (الإنجليزية)
- في. إس. بريتشيت على موقع مونزينجر (الألمانية)
- في. إس. بريتشيت على موقع ميوزك برينز (الإنجليزية)
- في. إس. بريتشيت على موقع إن إن دي بي (الإنجليزية)
- في. إس. بريتشيت على موقع ديسكوغز (الإنجليزية)